# Mehdi Abid Charef
Pour les articles homonymes, voir Abid.
Mehdi Abid Charef, né le 14 décembre 1980 à Constantine, est un arbitre algérien de football.
Il est l'un des arbitres lors de la Coupe d'Afrique des nations 2015 en Guinée Équatoriale, puis lors du Championnat d'Afrique des nations 2016 (CHAN) au Rwanda, ensuite lors de la Coupe d'Afrique des nations 2017 au Gabon, et enfin lors du Championnat d'Afrique des nations 2018 (CHAN) au Maroc.
Il officie également comme arbitre lors de la Coupe du monde des moins de 17 ans 2015 au Chili, et lors de la Coupe du monde des moins de 17 ans 2017 en Inde.
Accusé de corruption lors du match aller de la finale de la Ligue des champions de la CAF 2018 opposant les Égyptiens d'Al Ahly aux Tunisiens de l'ES de Tunis, il est mis à pied par la CAF. Il n'arbitrera pas la Coupe du monde des clubs de la FIFA 2018 pour laquelle il avait été préalablement sélectionné.

## Compétitions internationales arbitrées
- 2015 - Coupe d'Afrique des Nations en Guinée Équatoriale
  - Côte d'Ivoire-Guinée (phase de groupes).
- 2015 - Coupe du Monde FIFA U-17 au Chili
  - Allemagne-Australie (phase de groupes)
  - France-Paraguay (phase de groupes)
- 2016 - Championnat d'Afrique des Nations (CHAN) au Rwanda
  - Mali-Ouganda (phase de groupes)
- 2017 - Coupe d'Afrique des Nations au Gabon
  - Ghana-Mali (phase de groupes)
  - Ghana-Burkina Faso (Match pour la troisième place)
- 2017 - Coupe du Monde FIFA U-17 en Inde
  - Allemagne-Costa Rica (phase de groupes)
  - Honduras-Nouvelle-Calédonie (phase de groupes)
  - Mali-Ghana (Quart de finale)
- 2018 - Championnat d'Afrique des Nations (CHAN) au Maroc
  - Zambie-Ouganda (phase de groupes)
  - Soudan-Libye (Match pour la troisième place)